# Сражение при Дембе-Вельке
Сражение при Дембе-Вельке (пол. Bitwa pod Dębem Wielkim) — крупное сражение между русской и польской армиями во время польского восстания 1830-1831 года.

## Положение сторон
В начале марта 1831 года фельдмаршал граф Дибич двинулся с главными силами армии к устью Вепржа, намереваясь, перейдя там Вислу, направиться левым берегом к Варшаве. Для прикрытия Брестского шоссе, фланга и тыла армии оставлен был 6-й корпус барона Розена, в котором после сражения при Грохове оставалось всего 13 тыс. пехоты и до 5 тыс. конницы, при 49 орудиях. Поляки, пользуясь удалением главных сил русских, решились атаковать 6-й корпус превосходными силами и тем отвлечь Дибича от переправы через Вислу. 

## Ход сражения

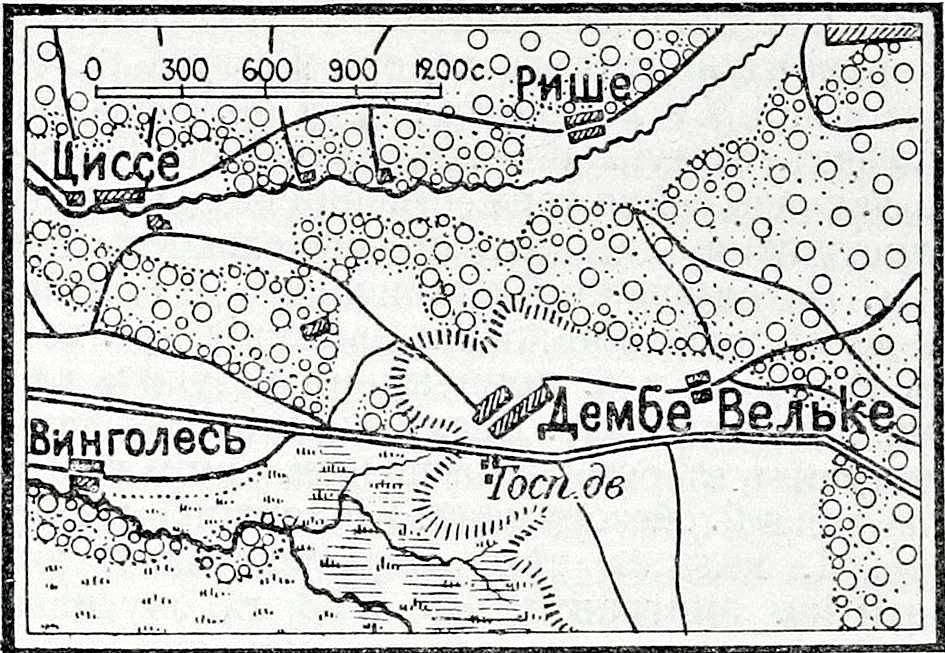
Театр военных действий
(Карта из статьи «Дембе-Вельке»
«Военная энциклопедия Сытина»)

Собрав до 40 тысяч пехоты и кавалерии, при 116 орудиях, они в ночь на 19 марта выступили из Праги и прежде всего обрушились на стоявший вблизи неё авангард русских войск, которым командовал генерал Гейсмар. Последний, несмотря на то, что некоторые части его войск были отрезаны (причем Литовский полк, потеряв своего полкового командира, положил оружие), по возможности удерживал противника и, успев к 4 часам пополудни отойти к Дембе-Вельке, соединился с частью главных сил, занявшей позицию у этой деревни. Атакованный втрое превосходящими силами русский отряд был практически уничтожен. 
Только благодаря прибытию трёх свежих полков ему удалось организованно отступить на Седльце. Урон русских доходил до 5½ тысяч человек (из которых 3 тысячи пленными).

## Последствия сражения
Вследствие сражения при Дембе-Вельке и Игане граф Дибич отказался от своего намерения переправиться через Вислу и штурмовать Варшаву.